# چارلز اسمیت (ملوان)
چارلز اسمیت (انگلیسی: Charles Smith; ۲۱ اکتبر ۱۸۸۹ – ۲ ژانویهٔ ۱۹۶۹) قایقران قایق بادبانی اهل ایالات متحده آمریکا بود.